# Bisbat de Radom
El bisbat de Radom (polonès: Diecezja radomska, llatí: Dioecesis Radomensis) és una seu de l'Església Catòlica a Polònia, sufragània de l'arquebisbat de Częstochowa. Al 2014 tenia 913.000 batejats sobre una població de 920.100 habitants. Actualment està regida pel bisbe cardenal Henryk Marian Tomasik.

## Territori
La diòcesi comprèn la part meridional del voivodat de Masòvia, la part septentrional del voivodat de la Santa Creu, la part oriental del voivodat de Łódź i una petita porció occidental del voivodat de Lublin.
La seu episcopal és la ciutat de Radom, on es troba la catedral de Santa Maria.
El territori s'estén sobre 8.000 km², i està dividit en 301 parròquies, agrupades en 29 vicariats.

## Història
La diòcesi va ser erigida el 25 de març de 1992 pel papa Joan Pau II, mitjançant la butlla Totus tuus Poloniae populus, dividint la diòcesi de Sandomierz-Radom, de la qual també en sortí la diòcesi de Sandomierz.

## Cronologia episcopal
- Edward Henryk Materski † (25 de març de 1992 – 28 de juny de 1999 jubilat)
- Jan Chrapek, C.S.M.A. † (28 de juny de 1999 – 18 d'octubre de 2001 mort)
- Zygmunt Zimowski † (28 de març de 2002 - 18 d'abril de 2009 nomenat president del Consell Pontifici per a la Cura Pastoral dels Treballadors dels Serveis de Sanitat)
- Henryk Marian Tomasik, des del 16 d'octubre de 2009

## Estadístiques
A finals del 2014, la diòcesi tenia 913.000 batejats sobre una població de 920.100 persones, equivalent al 99,2% del total.
| any  | població  | població  | població | sacerdots | sacerdots       | sacerdots       | sacerdots             | diaques | religiosos | religiosos | parròquies |
| ---- | --------- | --------- | -------- | --------- | --------------- | --------------- | --------------------- | ------- | ---------- | ---------- | ---------- |
| any  | batejats  | total     | %        | total     | clergat secular | clergat regular | batejats por sacerdot | diaques | homes      | dones      |            |
| 1999 | 1.047.000 | 1.050.000 | 99,7     | 716       | 643             | 73              | 1.462                 |         | 81         | 527        | 300        |
| 2000 | 950.000   | 953.000   | 99,7     | 714       | 635             | 79              | 1.330                 |         | 94         | 430        | 299        |
| 2001 | 950.000   | 953.000   | 99,7     | 727       | 645             | 82              | 1.306                 |         | 101        | 427        | 299        |
| 2002 | 950.000   | 953.000   | 99,7     | 719       | 634             | 85              | 1.321                 |         | 102        | 440        | 299        |
| 2003 | 945.000   | 949.140   | 99,6     | 733       | 648             | 85              | 1.289                 |         | 103        | 404        | 299        |
| 2004 | 915.708   | 935.500   | 97,9     | 740       | 655             | 85              | 1.237                 |         | 105        | 410        | 299        |
| 2010 | 911.000   | 918.000   | 99,2     | 756       | 676             | 80              | 1.205                 |         | 95         | 373        | 299        |
| 2014 | 913.000   | 920.100   | 99,2     | 786       | 697             | 89              | 1.161                 |         | 101        | 344        | 301        |